# Leungo Scotch
Leungo Scotch (28 februari 1996) is een Botswaans sprinter, gespecialiseerd in de 400 meter. Hij nam eenmaal deel aan de Olympische Spelen en behaalde hierbij geen medaille.

## Biografie
In 2021 nam Scotch deel aan de uitgestelde Olympische Spelen van 2020 in Tokio. Op de 400 m liep hij in de tweede halve finale naar de vijfde plaats, waarmee hij zich niet kon kwalificeren voor de finale. 

## Titels
- Winnaar Afrikaanse Spelen 400 m - 2019
- Winnaar Afrikaanse Spelen 4 x 400 m - 2019
- Botswaans kampioen 400 m - 2021

## Persoonlijke records
Outdoor
| Afstand | Prestatie | Datum            | Plaats      |
| ------- | --------- | ---------------- | ----------- |
| 100 m   | 10,49 s   | 19 februari 2022 | Gaborone    |
| 200 m   | 20,95 s   | 14 maart 2020    | Gaborone    |
| 400 m   | 45,00 s   | 2 oktober 2019   | Doha        |
| 800 m   | 1.50,09   | 29 januari 2022  | Francistown |

## Palmares

### 400 m
- 2019: 5e in ½ fin. WK - 45,00 s
- 2019:  Afrikaanse Spelen - 45,27 s
- 2021: 5e in ½ fin. OS - 45,56 s
- 2022: 5e Afrikaanse kampioenschappen - 46,14 s

### 4 x 400 m
- 2019: DSQ in series WK
- 2019:  Afrikaanse Spelen - 3.02,55
- 2021:  World Athletics Relays - 3.04,77